# Gabriel Girotto Franco
Gabriel Girotto Franco, genannt Gabriel, (* 10. Juni 1992 in Campinas) ist ein brasilianischer Fußballspieler. Er spielt auf der Position eines defensiven Mittelfeldspielers.

## Karriere
Gabriel fing mit dem Fußballspiel im Nachwuchsbereich Paulínia FC an. Hier kam er 2010 war in der Série A2 der Staatsmeisterschaft von São Paulo und 2011 noch in der Série A3 zu ersten Einsätzen. Im Zuge der Copa São Paulo de Futebol Júnior, einem Nachwuchsturnier für U20-Mannschaften aus ganz Brasilien, fiel er den Verantwortlichen des Gruppengegners Botafogo FR aus Rio de Janeiro positiv auf. Der Klub nahm ihn unter Vertrag und Gabriel wechselte noch im selben Jahr. Bei Botafogo trat er zunächst auch im Nachwuchsteam an. Nachdem er in der Staatsmeisterschaft von Rio de Janeiro 2011 bereits ein Mal auf der Reservebank saß, kam er in dem Turnier 2012 zu seinem ersten Profieinsatz. In der Partie beim Boavista SC am 15. April, kam er in 76. Minute für Felipe Menezes aufs Feld. Noch in dem Jahr gab er auch seinen Einstand in der obersten Spielklasse Brasiliens. Am ersten Spieltag der Série A 2012 empfing man den FC São Paulo. An diesem 20. Mai kam er in der 88. Minute für Vítor Júnior aufs Feld. Gabriel kam in der Meisterschaft auf 22 Einsätze, davon elf als Starter. Am 33. Spieltag zuhause gegen Atlético Goianiense erzielte er sein erstes Tor als Profi. In der 48. Minute traf er zur 3:0-Führung (Endstand-4:0). In den Jahren darauf etablierte er sich in der Mannschaft als Stammspieler. 2014 gab Gabriel in der Copa Libertadores 2014 seinen Einstand auf internationaler Klubebene. Am 30. Januar traf man bei Deportivo Quito in Ecuador an. In dem Qualifikationsspiel stand er bis zur 70. Minute auf dem Platz, bis er von Wallyson abgelöst wurde.
Am Jahresende 2014 wurde bekannt, dass Gabriel seinen Kontrakt mit Botafogo nach einem Rechtsstreit mit dem Klub gekündigt hatte. Er hatte wegen ausstehender Gehalt- und FGTS-Zahlungen geklagt. Der FGTS ist der Arbeitslosenfonds in Brasilien, in welchen 8 % des Gehalts, monatlich vom Arbeitgeber auf ein spezifisches Konto des jeweiligen Arbeitnehmers gezahlt wird. Gabriel unterzeichnete bei Atlético Monte Azul, wurde von diesem aber umgehend für zwei Jahre an die SE Palmeiras ausgeliehen. Im ersten Spiel der Staatsmeisterschaft 2015 bei Grêmio Osasco Audax stand er für Palmeiras das erste Mal auf dem Platz. Bei dem 3:1-Erfolg stand er in der Anfangsformation. In dem Wettbewerb gelang ihm auch das erste Tor für Palmeiras. Am 15. März erzielte er in der 85. Minute das einzige Tor der Partie gegen EC XV de Novembro. Nach Abschluss der Meisterschaft wurde er Mannschaft des Turniers gewählt. Er hatte sich als Stammspieler etablierte und lief auch als solcher in der Série A 2015 auf. Sein erstes Série A Spiel für den Klub aus São Paulo bestritt er am 9. Mai im Heimspiel gegen Atlético Mineiro. Beim Titelgewinn der Copa do Brasil 2015 stand er vier Mal auf dem Platz, keine Tore. Allerdings konnte er diesen nicht auf dem Feld mit feiern. Er hatte sich in der Série A Partie gegen Athletico Paranaense am 2. August das vordere Kreuzband im linken Knie gerissen. In dem Jahr trat er zu keinem Spiel mehr an. Erst am 20. März 2016 verteidigte er seinen Klub wieder in der Staatsmeisterschaft. Durch seine Verletzung hatte er seinen Stammplatz verloren und wurde auch in der Série A 2016 nur noch selten eingesetzt. So steuerte er zum Gewinn des Meistertitels in nur neun von 38 möglichen Spielen, davon sechs in der Startelf, ein Tor bei. Zum Jahreswechsel wurde seine Leihe durch Palmeiras nicht verlängert.
Mitte Januar gab Palmeiras Lokalrivale der SC Corinthians die Verpflichtung von Gabriel bekannt. Der Kontrakt erhielt eine Laufzeit über vier Jahre. Der Klub erwarb 50 % der wirtschaftlichen Rechte von Monte Azul. Beim Florida Cup 2017 gab er am 18. Januar gegen den CR Vasco da Gama aus Rio de Janeiro seinen Einstand. Bei seinem neuen Klub etablierte er sich wieder als Stammspieler. In der siegreichen Staatsmeisterschaft bestritt 16 torlose Partien und beim Gewinn der Série A 2017 waren 33. Hier steuerte ein Tor bei. Am sechsten Spieltag, am 11. Juni, empfing der Klub den FC São Paulo. In dem Treffen traf Gabriel in der 41. Minute zur 2:1-Führung (Endstand-3:2). Der Titel in der Staatsmeisterschaft konnte 2018 und 19 verteidigt werden. In der zweiten Jahreshälfte 2019 scheiterte ein Wechsel nach Saudi-Arabien zum al-Hilal. Gabriel blieb zum Ende der Série A 2021 bei Corinthians.
Im Februar 2022 gab der SC Internacional aus Porto Alegre die Verpflichtung von Gabriel bekannt. Der Kontrakt erhielt eine Laufzeit über zwei Jahre. Bis zu einer Verletzung im Oktober des Jahres war er bei Internacional Stammspieler. Zwischenzeitlich hatte er das Team mehrfach als Kapitän aufs Feld geführt. Der Spieler wurde von den Fans „Ruf, ruf!“ gerufen. Diese war eine Anspielung auf seinen Spitznamen Pitbull, welchen er bereits aufgrund seiner aggressiven Spielweise bei Palmeiras erhalten hatte. Unter der Bezeichnung „Ruf, ruf“ brachte Gabriel ab Jahresanfang eine Reihe von Schulmaterialien auf den Markt zur Unterstützung von bedürftigen Kindern. Das Material ist für Kinder kostenlos, es wird vollständig durch Spenden finanziert. Anfang Mai 2023 reiste der Spieler nach Katar, um seine Verletzung dort behandeln zu lassen. Er blieb 10 Tage für Behandlungen und Untersuchungen. Im Juli stand Gabriel dann in der Série A 2023 wieder auf dem Platz. Internacional verlängerte am 17. Oktober seinen Vertrag bis Dezember 2025. Nach der Austragung der Staatsmeisterschaft von Rio Grande do Sul 2024 wurde er bis Jahresende an Athletico Paranaense, einem Gegner in der Série A 2024, ausgeliehen.

## Erfolge
Botafogo
- Staatsmeisterschaft von Rio de Janeiro: 2013

Palmeiras
- Copa do Brasil: 2015
- Campeonato Brasileiro de Futebol: 2016

Corinthians
- Staatsmeisterschaft von São Paulo: 2017, 2018, 2019
- Campeonato Brasileiro de Futebol: 2017

Auszeichnungen
- Bola de Prata Mannschaft des Jahres: 2017